# 7.A
7.A er en bog fra 1992 skrevet af Bjarne Reuter. Den blev senere filmatiseret under titlen Skyggernes Hus. 

## Handling
Bogen handler om en 7. klasse, som skal på hyttetur på et gammelt pensionat kaldet ”Pemba”. Der er i alt 11 børn og 2 lærere, Gitte og Finn. Gitte tager op til pensionatet og overnatter. Hun synes, at der er noget besynderligt ved huset. Hun drømmer en mærkelig drøm, og får fornemmelsen af, at en af eleverne er døde eller er et spøgelse. Gitte finder et stykke papir fra en logbog skrevet af Max Savannah, hvor på der står 13 navne. 
Finn og Klanen - som består af Johan, Jens og Mouritz - tror, at Gitte og pigerne er skyld i alt det mystiske, der sker på turen. Da Finn prøver at konfrontere Gitte med problemet, prøver hun at forklare sig ved at sige, at der er noget mystisk på færde. Finn bliver irriteret over, at hun vedholder løgnen, og deres gode makkerskab ødelægges. Senere er klassen på orienteringsløb, og Finn fortæller Klanen hvor skatten og den sidste post er. Mouritz og Gustav går ned i kælderen for at hente skatten, men finder i stedet et svinehjerte i et badekar.
Midt om natten ringer telefonen. Om morgenen spørger Beth, hvem der tog den. Alexander fortæller hende, at han tog telefonen, og det var én, som ledte efter Edward, som ringede. Gitte mener, at der er en sammenhæng mellem de døde på ”Pemba” og personer fra klassen. Finn og Gitte bestemmer sig for at blive gode venner igen, da de har ansvaret for klassen.
Finn tror, at Anders holder noget skjult for ham, og leder rundt på Anders' værelse. Da Anders finder Finn, i gang med at rode rundt i hans ting, fortæller han Finn om Max Savannahs dagbog, og et fotoalbum med et billede af familien Schiøler. På billedet ses en lille baby ved navn Maria Schiøler. 
Anders havde fundet ud af, at pigen skiftede navn til Frk. Wagner. Hun var klassens gamle klasselærer, men de er ikke i stand til at komme i kontakt med hende, da hun døde et år forinden, hvor klassen var med til hendes begravelse. Anders samler derefter hele klassen inde på sit værelse. De snakker om alle de underlige ting, der er sket. Da de alle er på vej hjem, skriver Beth i sin dagbog om dét, der er sket. De 11 børn og 2 lærere blev aldrig fundet igen.
Bogen er skrevet som var den baseret på Beths dagbog.

## Udgaver
Bogen blev udgivet som 7.A i 1992. I 2007 blev historien ændret og genfortalt i bogen Skyggernes Hus med tydelig refernce til den svenske filmatisering fra 1996.

## Filmatisering
- Skyggernes Hus (1996)